# غوتفريد ويبر
غوتفريد ويبر (بالألمانية: Gottfried Weber)‏ هو ملحن ألماني، ولد في 1 مارس 1779 في فراينسهايم في ألمانيا، وتوفي في 21 سبتمبر 1839 في باد كرويتسناخ في ألمانيا.

## وصلات خارجية
- غوتفريد ويبر على موقع ميوزك برينز (الإنجليزية)
- غوتفريد ويبر على موقع ديسكوغز (الإنجليزية)